# Rhantus alluaudi
Rhantus alluaudi là một loài bọ cánh cứng trong họ Bọ nước. Loài này được Peschet miêu tả khoa học năm 1910.